# Chaos (géologie)
Pour les articles homonymes, voir Chaos.
| |  |  |
| Sur l'île Renote, les chaos sculptés par l'érosion, tels la « palette du peintre » (avec sa vasque percée et ses diaclases subhorizontales) et les « bidets de la Vierge », permettent au promeneur d'y observer toutes les caractéristiques classiques des micromodelés des paysages granitiques : « vasques “en marmite” ou “en fauteuil” reliées les unes aux autres par des rigoles où se déversent les eaux mêlées de la pluie des embruns et du déferlement des vagues, puissantes gouttières et cannelures de flanc où l'eau ruisselle en cascadant… » |  |  |

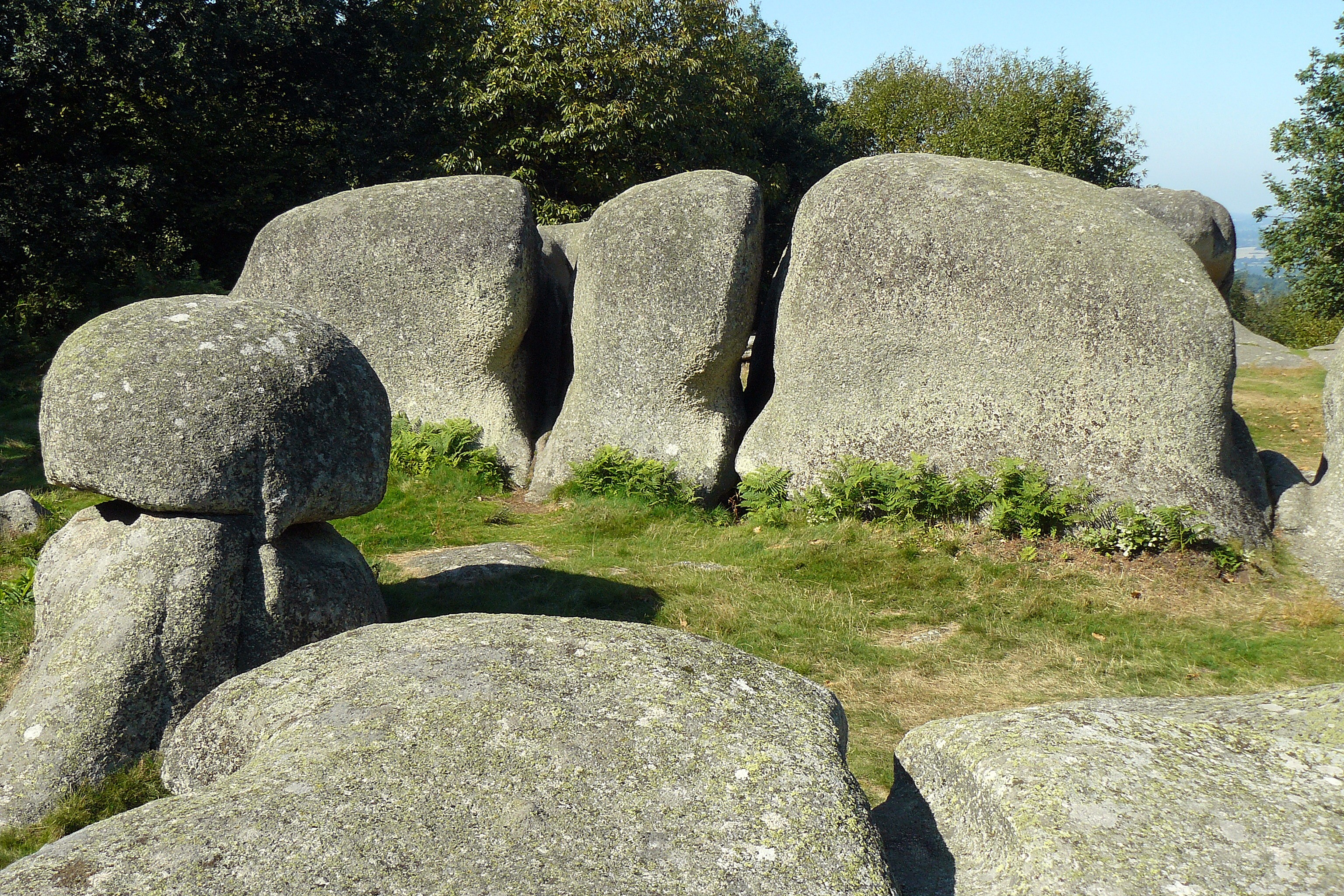
Débarrassées de leur gangue d'arène, les Pierres Jaumâtres sont marquées par des encoches de pédogenèse résultant de l'attaque de leur partie enterrée par les acides humiques et fulviques. Les encoches, visibles aussi bien sur le « rocher-champignon » que les blocs adjacents, correspondant au niveau du sol fossile (notion de paléosol).

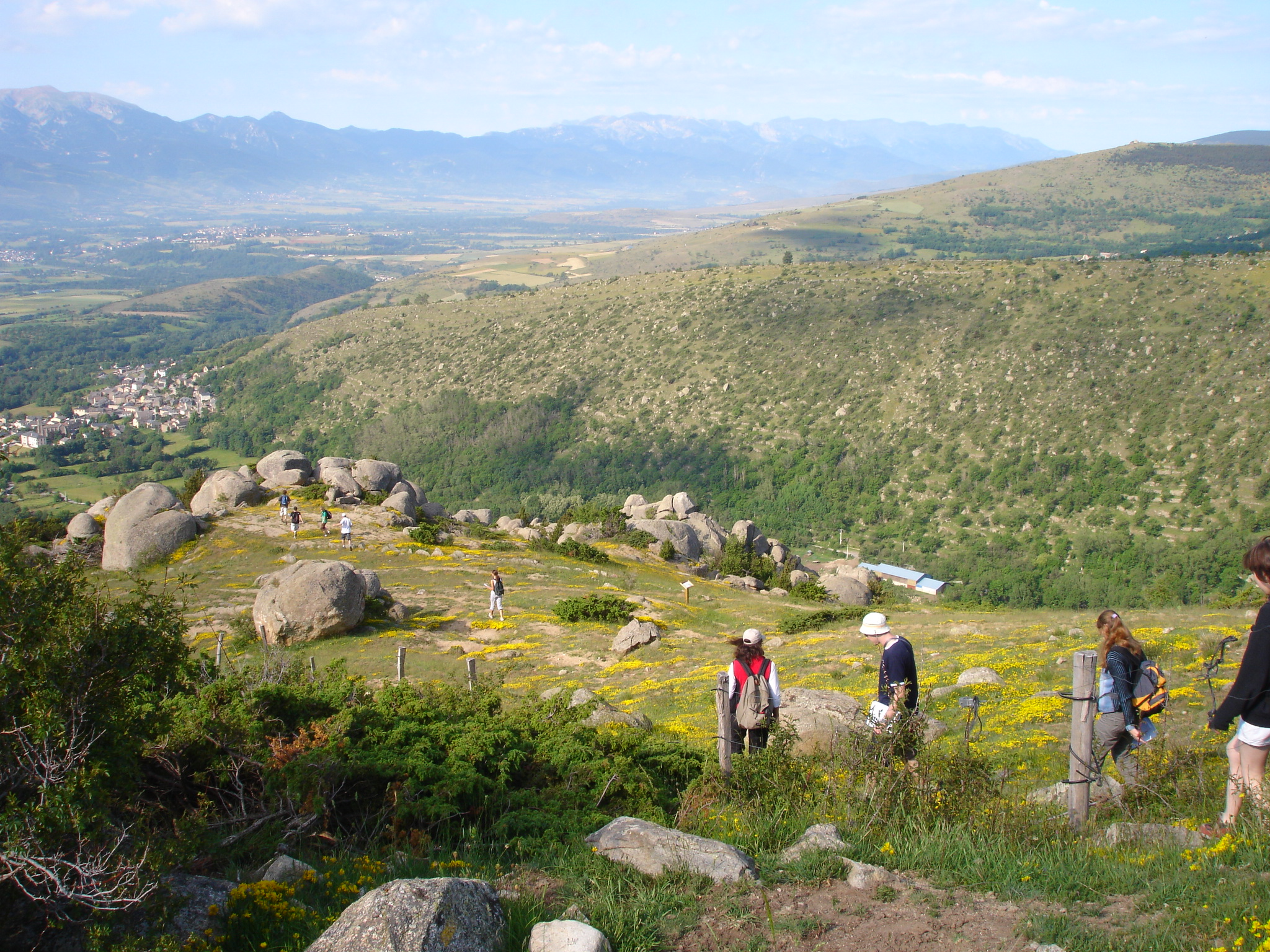
Chaos granitique de Targasonne, Font-Romeu-Odeillo-Via, Pyrénées orientales.

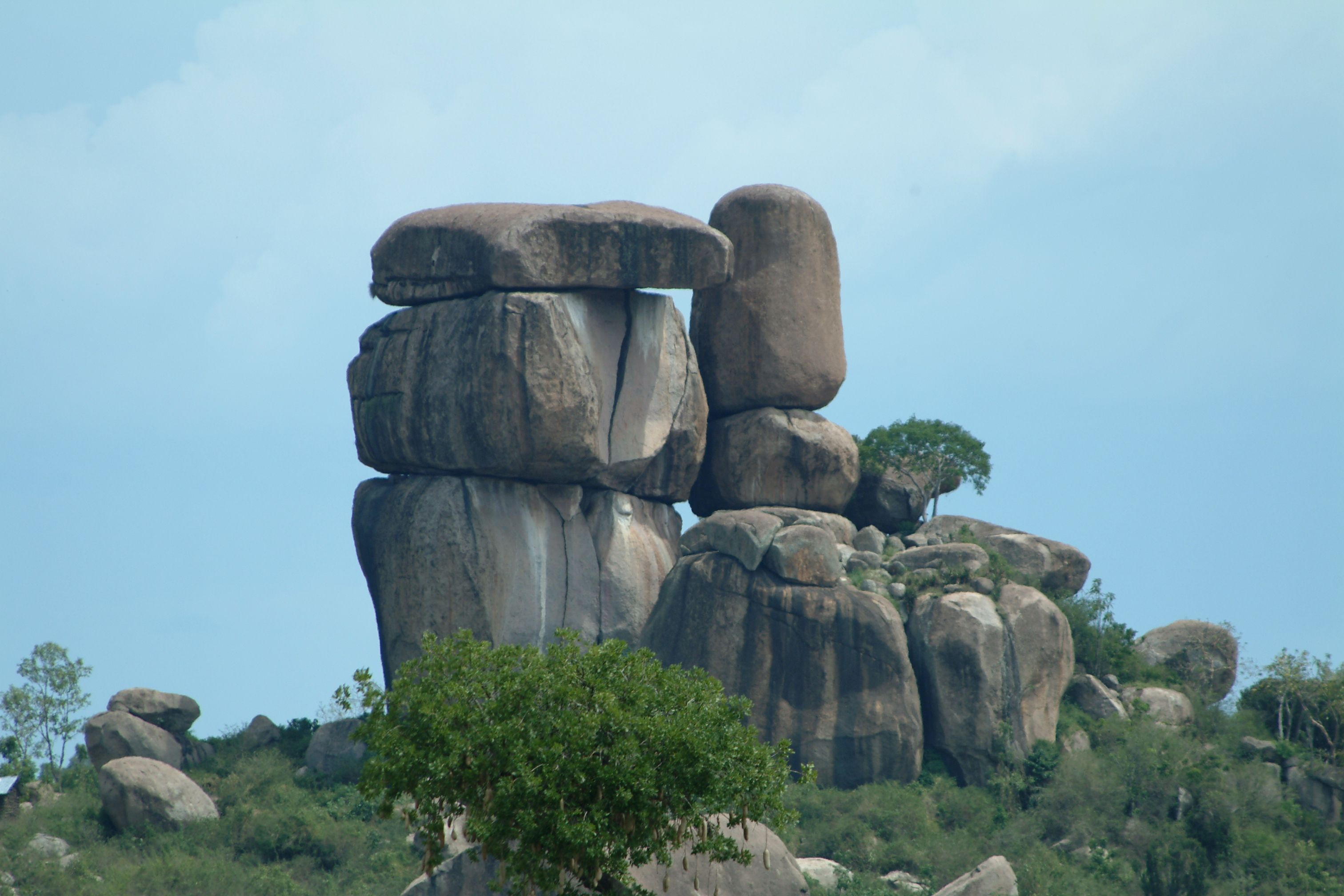
Kit Mikayi, tor du district de Kisumu, Kenya.

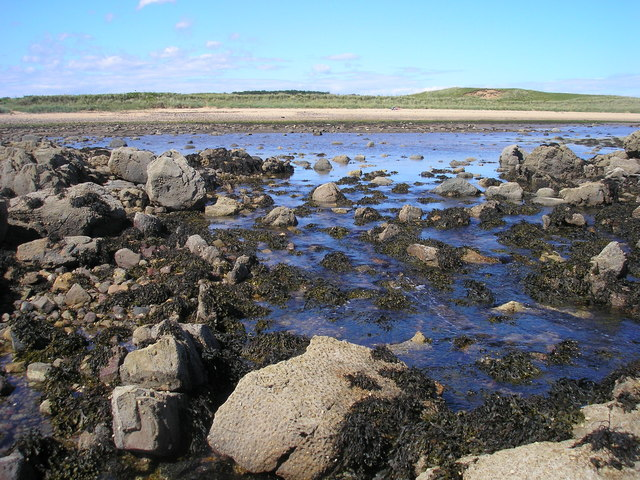
Champ de blocs, habitat du médiolittoral inférieur.

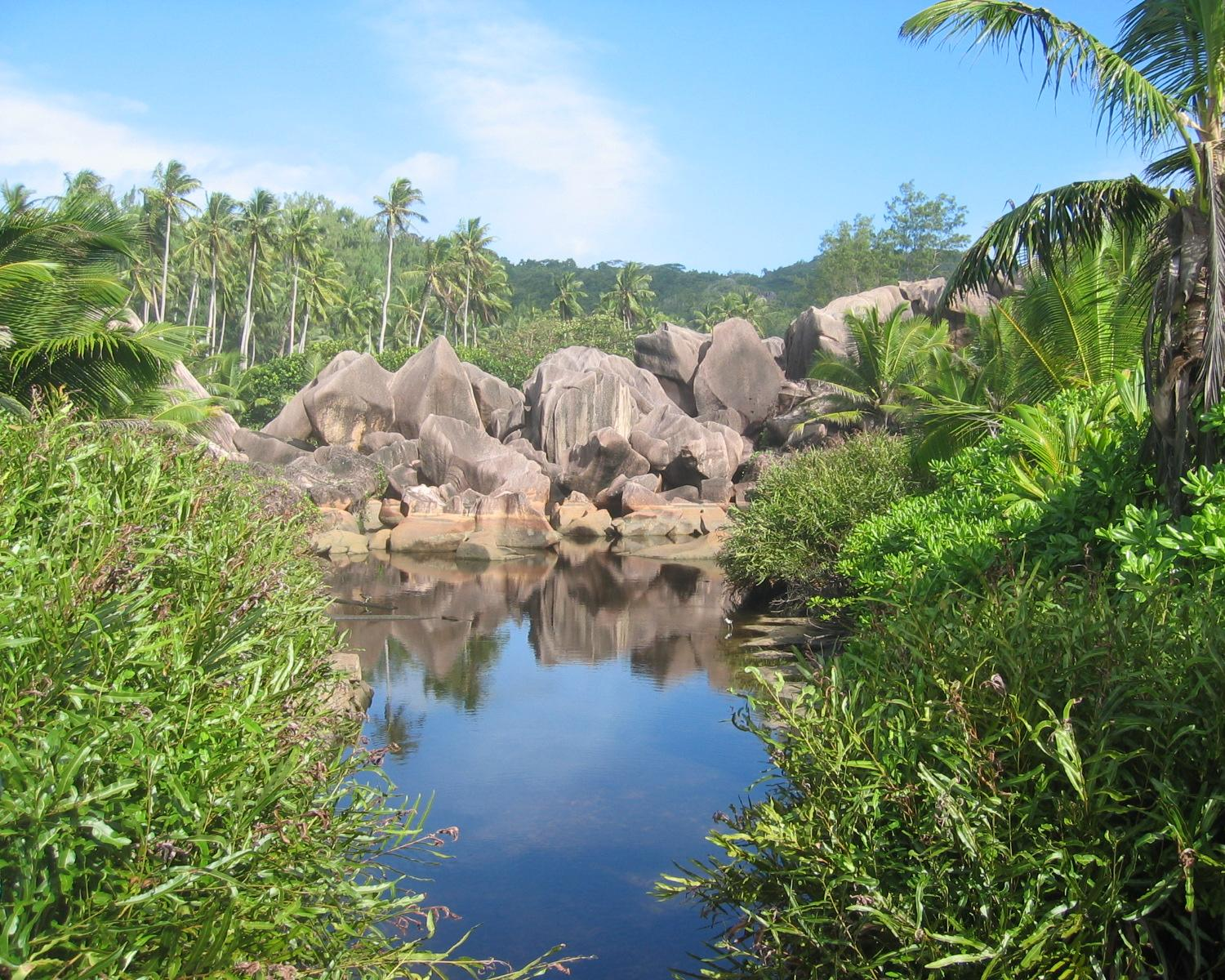
La Digue, Seychelles.

En géomorphologie, un chaos — de blocs ou de boules — (ou mer de blocs : felsenmeer) désigne un modelé de déchaussement de blocs ou de rochers dégagés par l'érosion. Ces formes font partie des produits de la météorisation comme les tors (rochers en position de sommet ou de versant d'interfluve, à la différence du chaos en fond de vallée ou du champ de blocs en pied de falaise rocheuse ou entre les pointes rocheuses et les platiers), les arènes et à une échelle supérieure les inselbergs. Elles sont associées à des formes mineures d'érosion (micromodelés tels les taffoni, les vasques — microformes les plus répandues sur les rochers granitiques, les cannelures, etc.) dont la datation et l'interprétation sont parfois réalisées mais restent difficiles en raison de la multiplicité des facteurs qui conditionnent leur genèse et la vitesse de leur évolution (la vitesse de la désagrégation pouvant atteindre parfois plusieurs millimètres ou même plusieurs centimètres par millénaire au cours de l'Holocène dans les milieux tempérés océaniques),.
Les paysages de chaos s'expriment sous toutes les latitudes et dans des roches de nature très différente. Ces blocs, sculptés par les agents météoriques selon des systèmes de diaclases subhorizontaux et subverticaux, donnent des reliefs qui surprennent par leurs arrangements défiant les lois de l'équilibre (typiquement les pierres branlantes) et leurs formes qui ont fécondé l'imaginaire populaire, d'où leurs microtoponymes et leur association à des légendes locales. Ils ont de plus en plus une vocation touristique (paysage, escalade) voire à être classés comme géotopes.

## Appellations et échelles
Les chaos, les pierriers, les champs de blocs ou de blocaille, felsenmeers (mers de blocs) ou encore blockfields sont des termes utilisés par les géomorphologues sans que les limites entre ces appellations soient toujours claires tant sur les origines (météorisation, cryoclastie, etc.) que sur les échelles. Un felsenmeer par exemple est une couverture superficielle de blocs jointifs. Le terme n’est pas génétique : différents processus peuvent être responsables de sa formation comme la cryoclastie.
Les surfaces concernées dépendent bien sûr des affleurements rocheux eux-mêmes mais également des processus de déplacement mis en œuvre (gravité, glace, etc.). La longévité de ces modelés est elle aussi variable tant du point de vue des processus naturels que de l’exploitation humaine (carrière, tourisme). La question de la genèse des champs de blocs est complexe, les convergences de formes compliquent sans doute les interprétations.
Le toponyme chaos a été beaucoup utilisé en exogéologie pour nommer par exemple des régions chaotiques de Mars et de la lune de Jupiter, Europe,

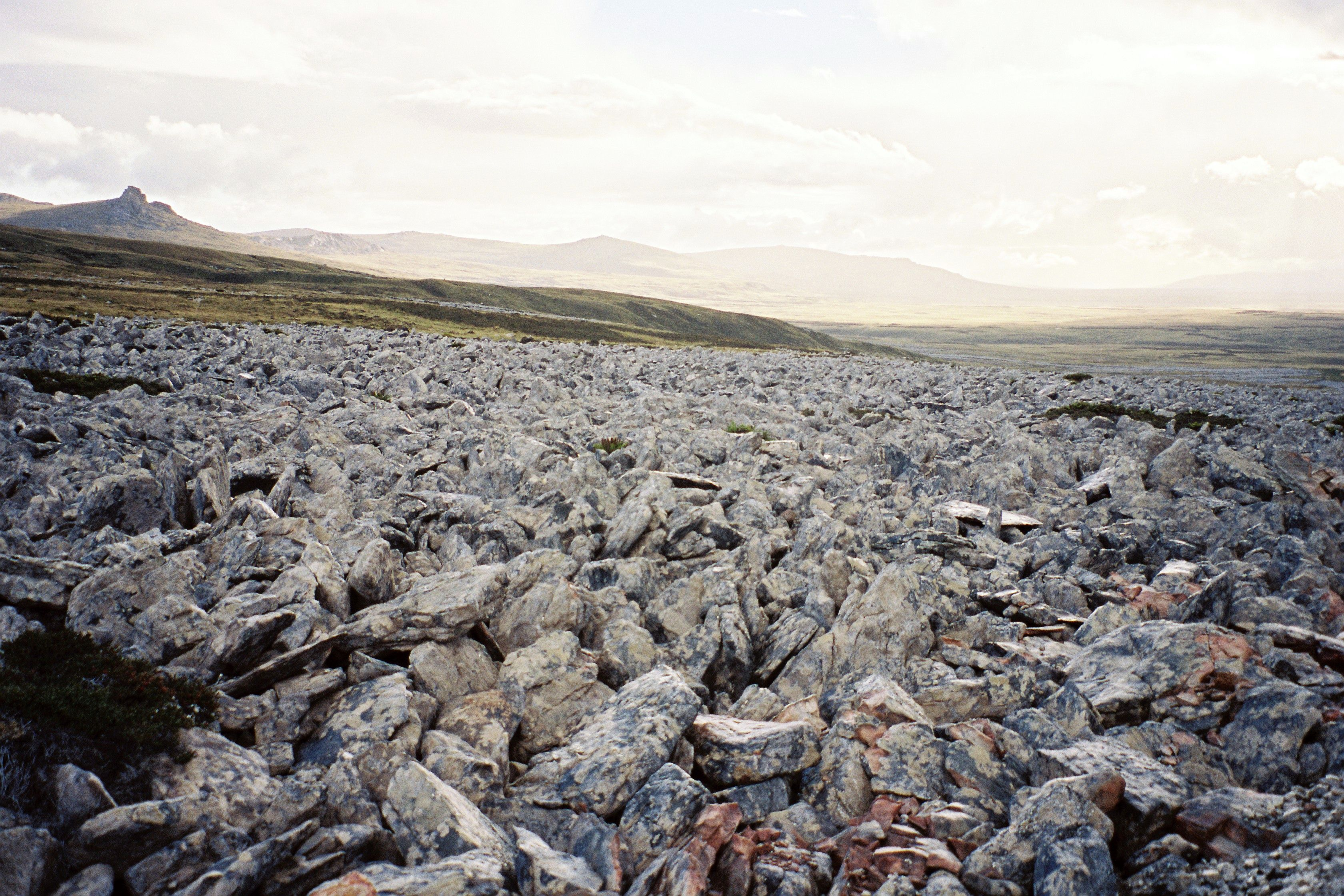
Coulée de pierres (en), Mount Kent, Est des îles Malouines
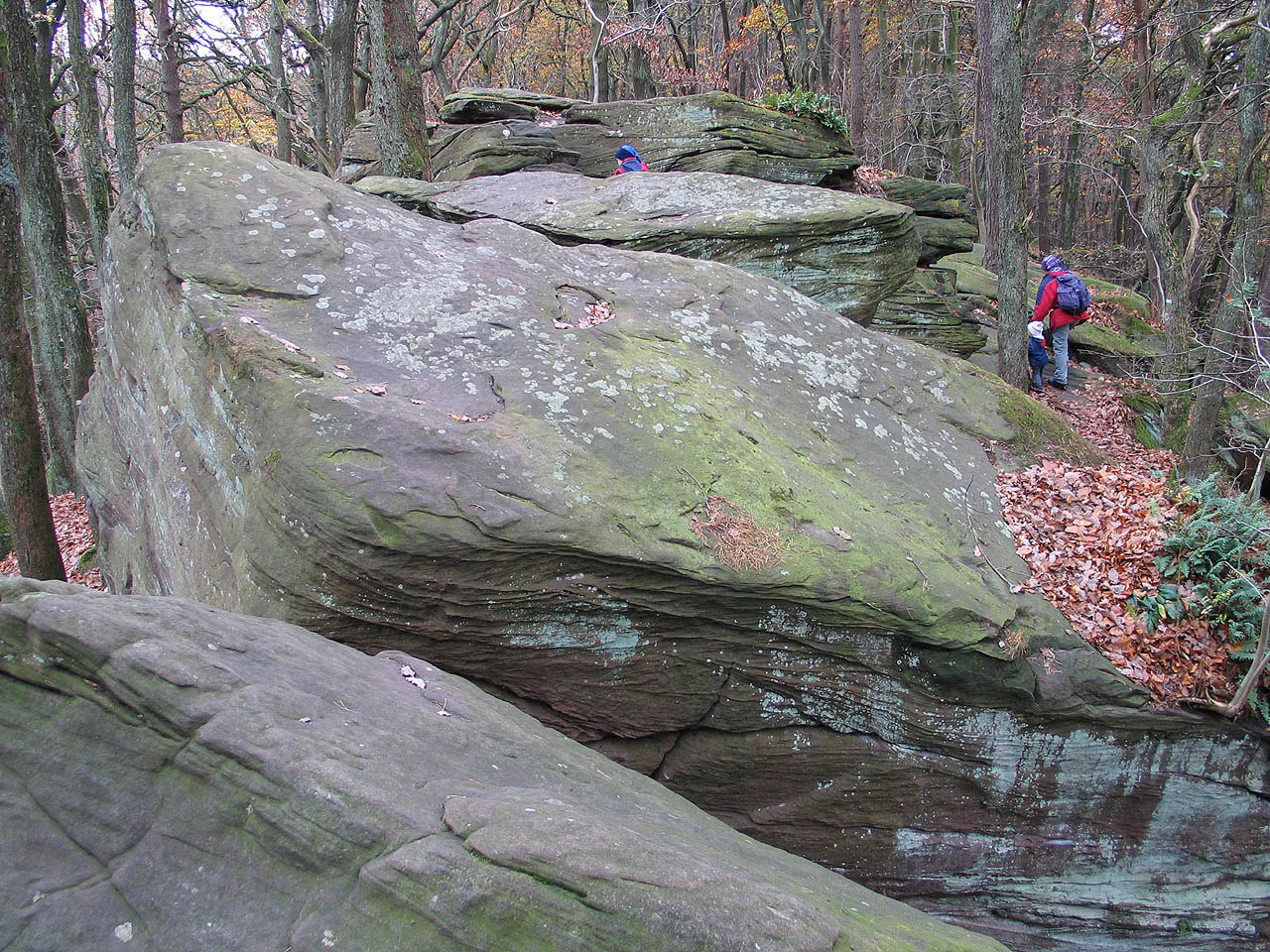
Felsenmeer de Kalmit (grès dévonien), Pfälzerwald, Allemagne
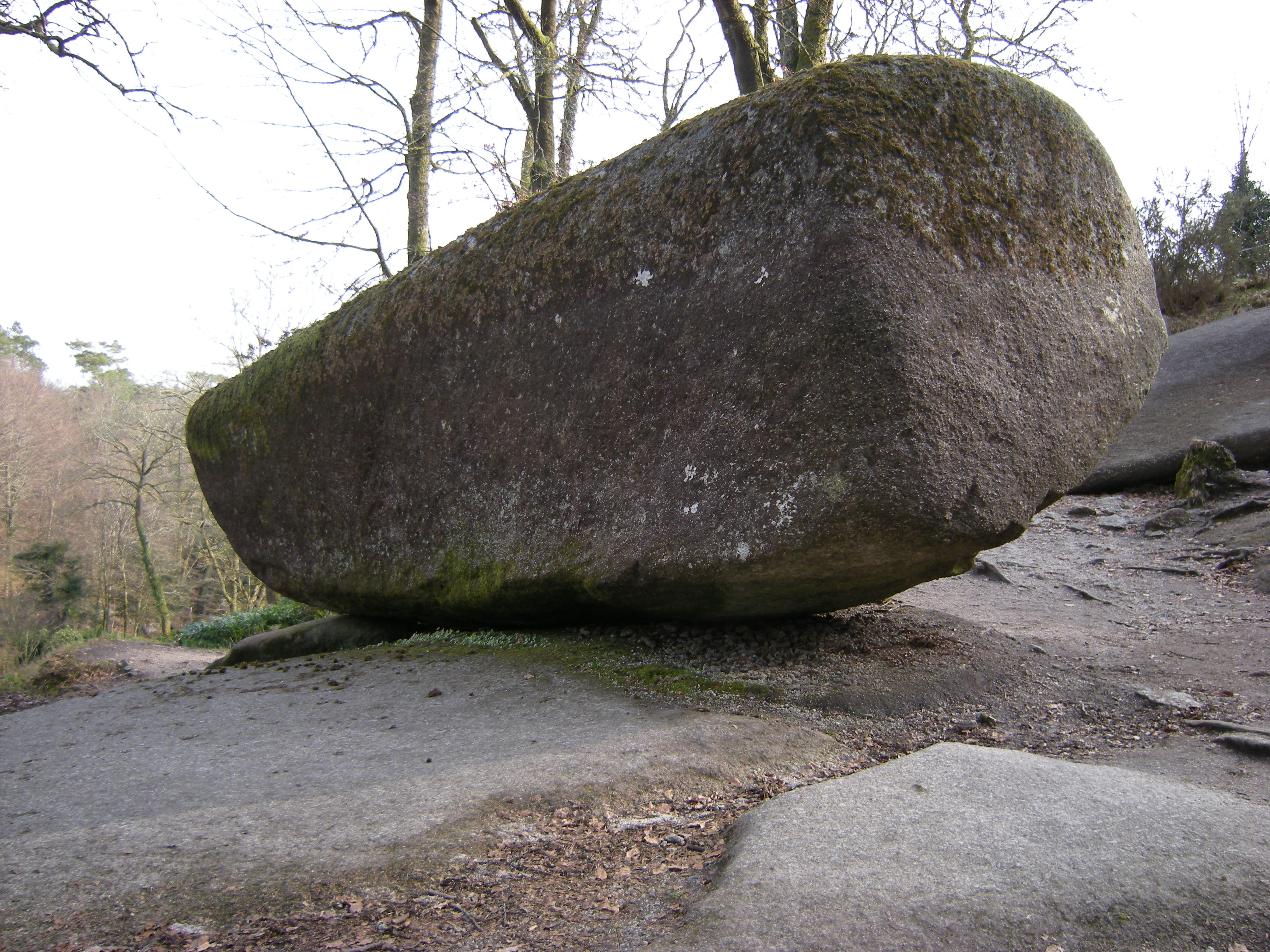
La Roche tremblante d'Huelgoat, Finistère (tor démantelé)

## La formation
Plusieurs types de phénomènes prévalent à la formation de chaos rocheux.
Sur les versants, les accumulations de débris (au sens géomorphologique) sont de dimensions et de formes diverses correspond à des éboulements en masse, tabliers d'éboulis, des cônes, des glissements de masse et des chaos de blocs, et des blocs isolés. La composition et la granulométrie de ces formations dépendent des caractéristiques lithologiques, mécaniques (cohésion, densité, discontinuités, etc.) et tectoniques des matériaux. En positions sommitales, la météorisation sous certaines conditions, produit des chaos de blocs. Ces formations peuvent être plus ou moins ennoyées dans les manteaux d'arènes ou déplacées. Les facteurs sont : la présence d'eau météorique (pH et température), de nappes d'eau souterraines, le mode de circulation de l'eau, les cycles de gel-dégel, la topographie (pentes des versants, escarpements), etc.
- les formations en boules des roches cristallines : le processus de météorisation du granite sain conduit à la désagrégation des minéraux constitutifs du granite qui donnent des sables (issus des quartz et des feldspaths) et de l'argile (issue des micas) à la faveur des discontinuités (diaclases, filons, etc.) empruntées préférentiellement par l'eau. Ce processus débute dès le refroidissement du magma pour les granites : lors de son refroidissement, il se forme des fissures de retrait majoritairement orthogonales, les diaclases, qui débitent le massif granitique en blocs parallélépipédiques. Les eaux de surface s'infiltrent plus ou moins profondément et provoquent l'altération des feldspaths par hydrolyse en argile, entraînant en surface la désagrégation du granite en arène granitique. Ensuite, le départ de cette argile, facilement mobilisable, provoque la désagrégation de la roche avec libération du quartz et des micas. Lorsque les argiles de décomposition des feldspaths sont, avec le quartz et le mica, entraînés par les eaux qui circulent dans les diaclases, l'arène peut être dégagée et il ne reste plus que les boules de granite (issues de la transformation des blocs parallélépipédiques en profondeur) qui donnent progressivement les chaos[9].

Des portions de granite sain subsistent dans le manteau d'arènes. Lorsque celui-ci est dégagé par l'érosion, il reste les blocs arrondis qui constituent le modelé en chaos ;
- la dissolution karstique ;
- les héritages glaciaires et périglaciaires (cf. les felsenmeers des anglo-saxons) : les paysages polaires sont riches en champs de blocs. La présence des chaos de blocs en place a servi initialement à définir les limites des régions englacées, les glaciers emportant les arènes et déplaçant les blocs et en particulier les tors. Cependant, il n’est pas toujours concevable d’envisager une reconstitution des paysages de blocs sur la durée de l’Holocène (10 000 ans) tant les processus de météorisation sont lents et peu efficaces en contextes polaires et subpolaires. Par contre, les fentes de détente post-glaciaire (dues à la libération par les glaces des versants de vallée) au Spitzberg ont parfois livré des blocs gigantesques en quelque 1 500 ans[10];
- en situation littorale, au pied de falaises, sur les platiers (ex. commune de Guéthary, Pyrénées-Atlantiques).

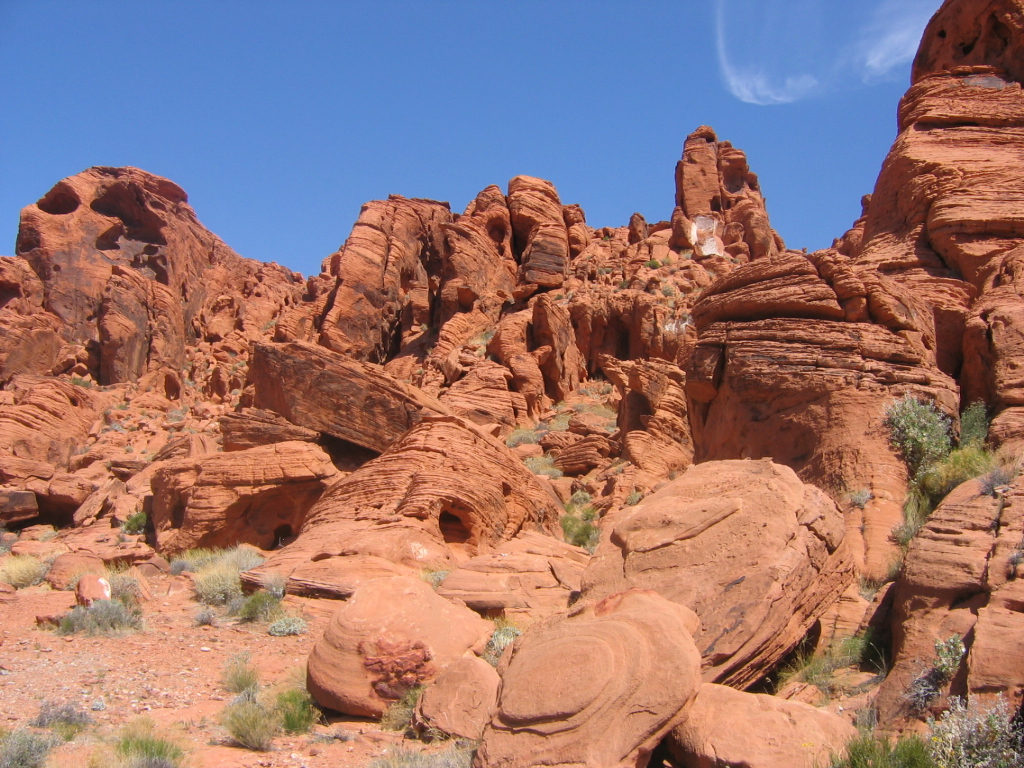
Chaos de blocs de la Valley of Fire, Névada (au pied du chaos présence d'arène partiellement dégagée par l'érosion)
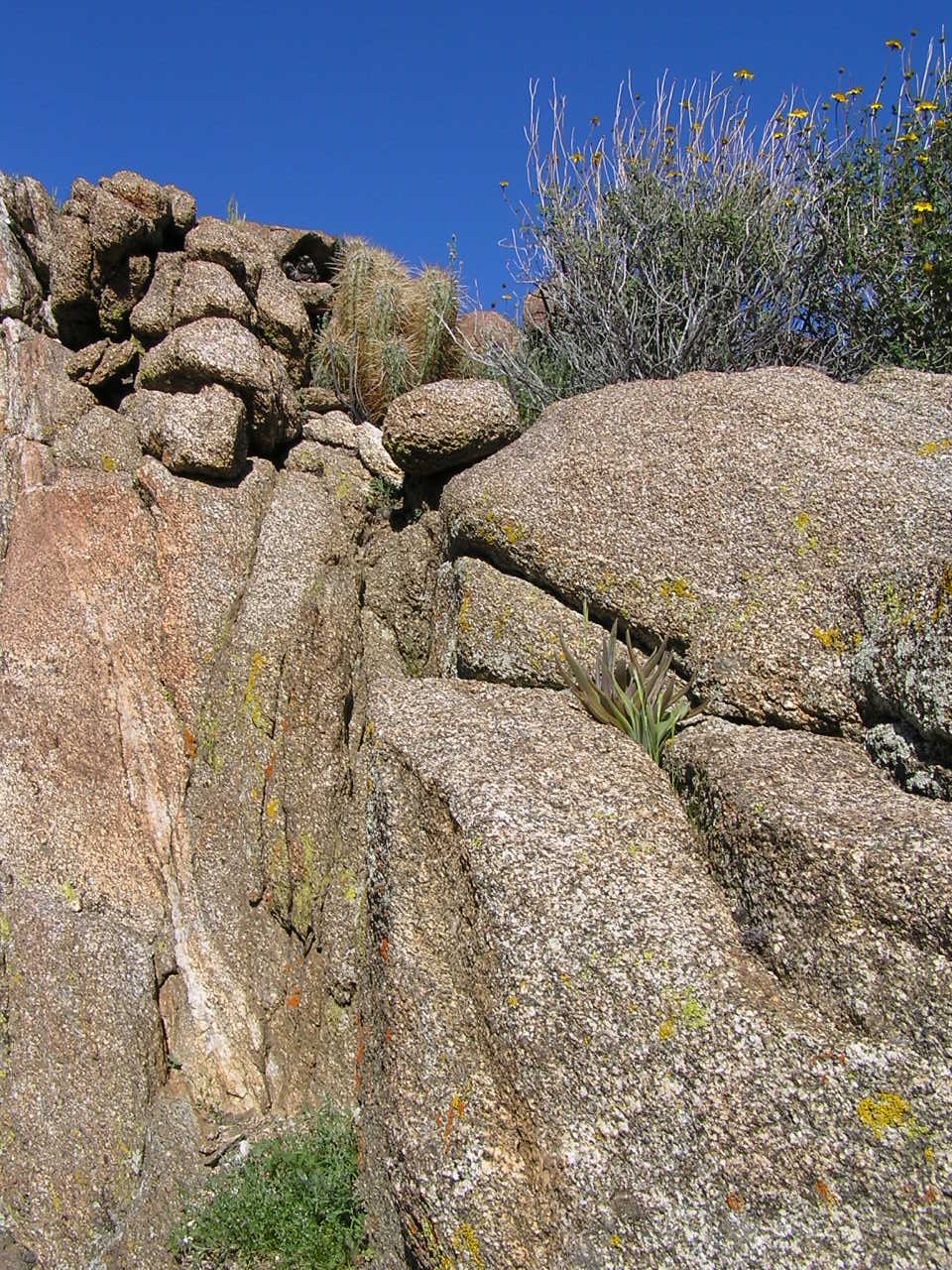
Météorisation de la roche en place (les arènes ont été évacuées par le ruissellement), Parc d'État du désert d'Anza-Borrego, Californie
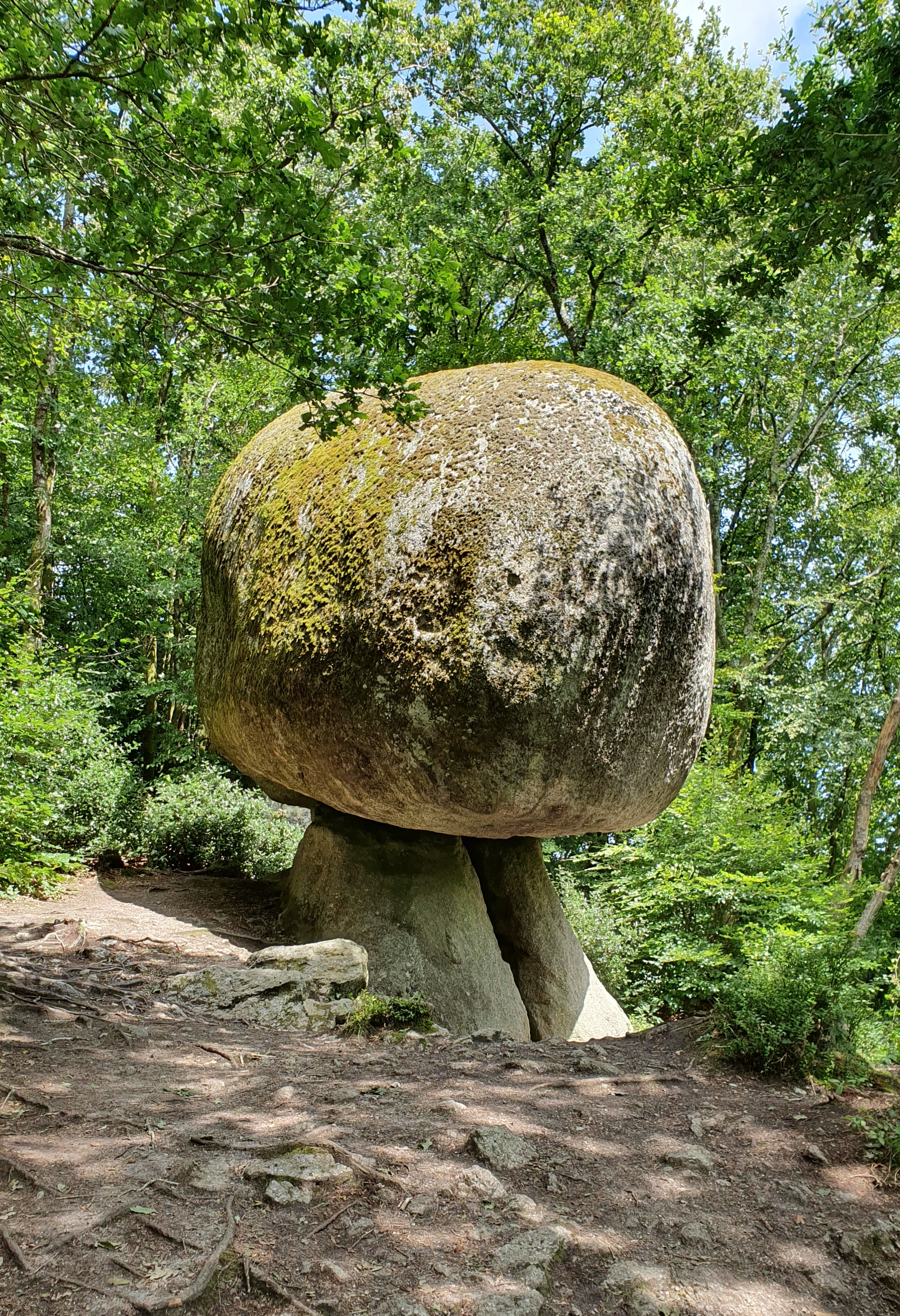
Ar roc'h, le Champignon (tor en place), Huelgoat, Finistère

### Chaos granitiques

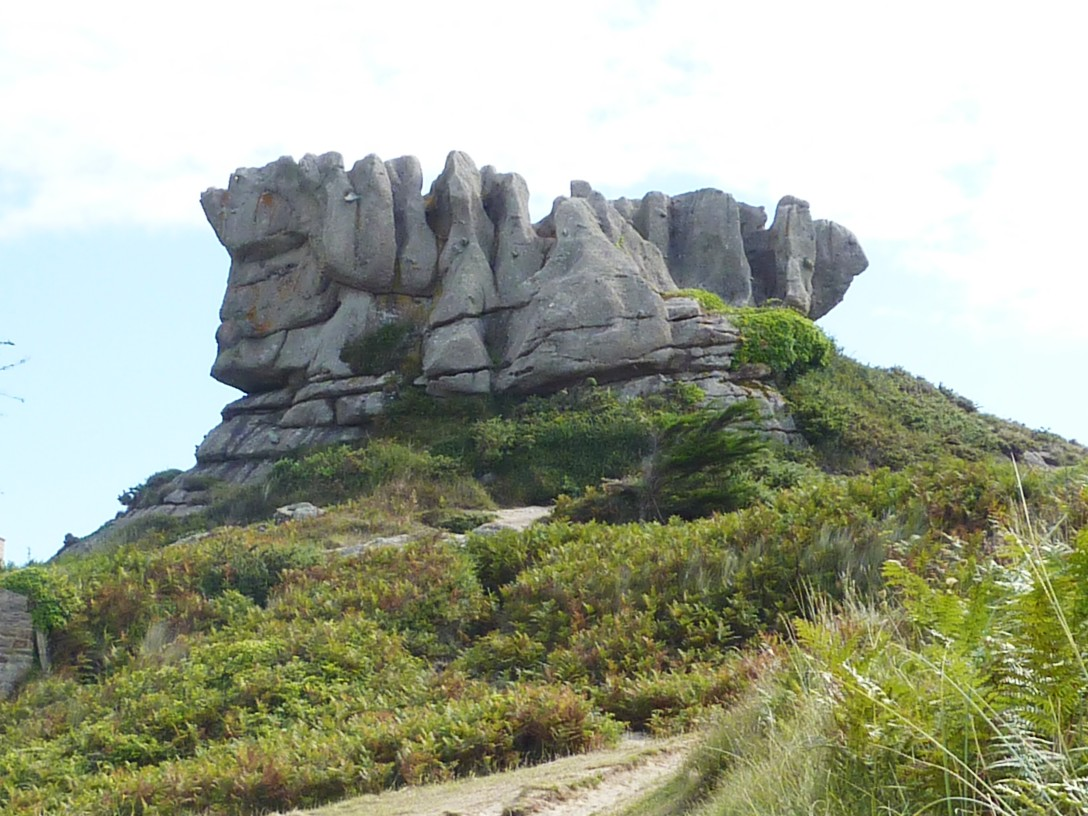
La prédominance de diaclases verticales et le déblayage de l'arène favorisent la formation du modelé en « château » (« couronne du roi Gradlon », microtoponyme au niveau de la grève Blanche de Trégastel, sur la Côte de granit rose).

Les chaos granitiques évoluent à la faveur de la cristallisation et du refroidissement en profondeur d'une intrusion granitique, créant un réseau de failles de retrait majoritairement orthogonales en profondeur : ces diaclases débitent alors le granite intrusif en blocs parallélépipédiques,. Lorsque l'érosion des roches avoisinantes plus tendres fait affleurer le pluton granitique, les eaux de surface érodent ce massif granitique. L'érosion en profondeur hydrolyse les feldspaths en argiles, ce qui désagrège le granite en arène granitique, l'érosion en surface par l'eau qui s'infiltre dans des crevasses plus ou moins larges finit par faire éclater la roche. Cette « pourriture » tertiaire (arénisation) suivie de la gélifraction quaternaire conduit à dégager des blocs parallélépipédiques de granite qui continuent à s'éroder en « peau d'oignon » (désquamation). Il en résulte des pierres de toutes tailles, des boules de pierre (formation de tors) qui finissent par s'amasser les unes aux autres dans des équilibres parfois précaires ou se désolidariser complètement et s'accumuler pour former un chaos granitique en « château fort » (les diaclases essentiellement verticales donnent au rocher l'allure d'une fortification hérissée de créneaux lorsque le ruissellement se produit sur des pentes fortes, cas fréquent dans les domaines méditerranéens et en climat tropical à saison sèche marquée) tandis que le glissement des blocs sur les versants forment les « chaos de pente ».
Exemples : 
- les chaos granitiques de la Côte de granit rose ;
- le chaos de la Rivière d'argent à Huelgoat (Bretagne) ;
- les chaos granitiques du mont Lozère, Margeride, etc., (Massif central) ;
- les « compayrés » du Sidobre, Tarn : la rivière de pierres du Mont Sidobre, le Roc de l'Oie et le rocher du Peyro Clabado (tor);
- les Pierres jaumâtres, mont Barlot (Toulx-Sainte-Croix, Creuse)[16];
- le chaos granitique de Guérande, Loire Atlantique ;
- le chaos granitique de Piquet (basse vallée de l’Yon et de la Sèvre nantaise)[17] : boules granitiques de toutes dimensions due à une fracturation régulière et une érosion fluviatile, formes mineures : marmites de géants[18];
- le tor de la Roche des Fées (Gazon du Faing, Vosges) : blocs et boules résiduels en bas de versant indiquent une action périglaciaire lors de la dernière glaciation[19];
- les gorges du Corong dans les Côtes d'Armor ;
- les gorges de Toul-Goulic (ou perte du Blavet) dans les Côtes-d'Armor ;
- les taffoni en Corse ;
- les castle-koljés en Afrique du Sud : résidus d'inselberg ou formes de déchaussement de grande taille[20];
- les célèbres formations granitiques de l'archipel des Seychelles (groupe des îles intérieures).
- le parc naturel "The Baths" aux Îles Vierges britanniques (Caraïbes)

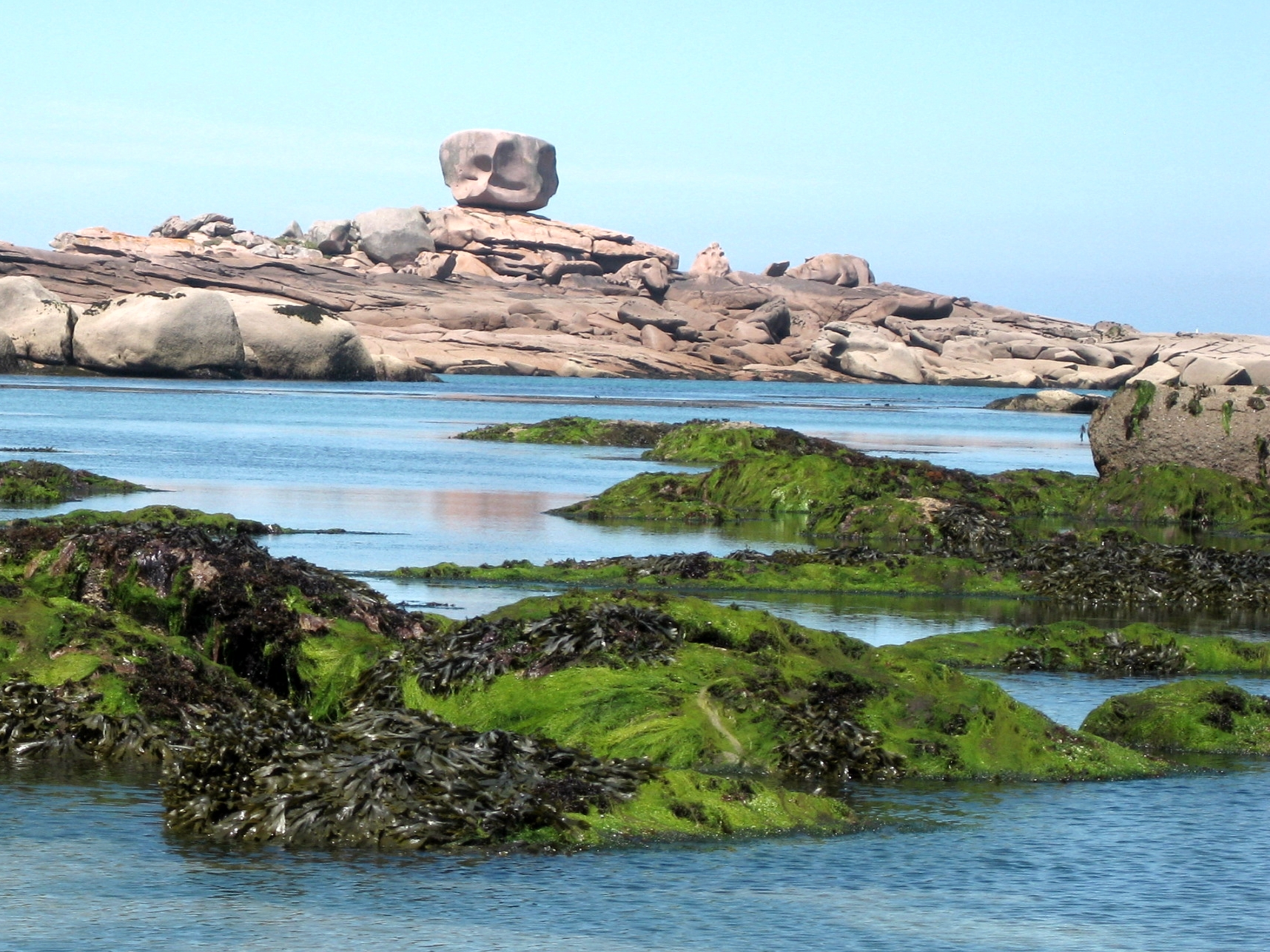
Platier rocheux fortement diaclasé, perturbé par un chaos de blocs émoussés (île Renote)
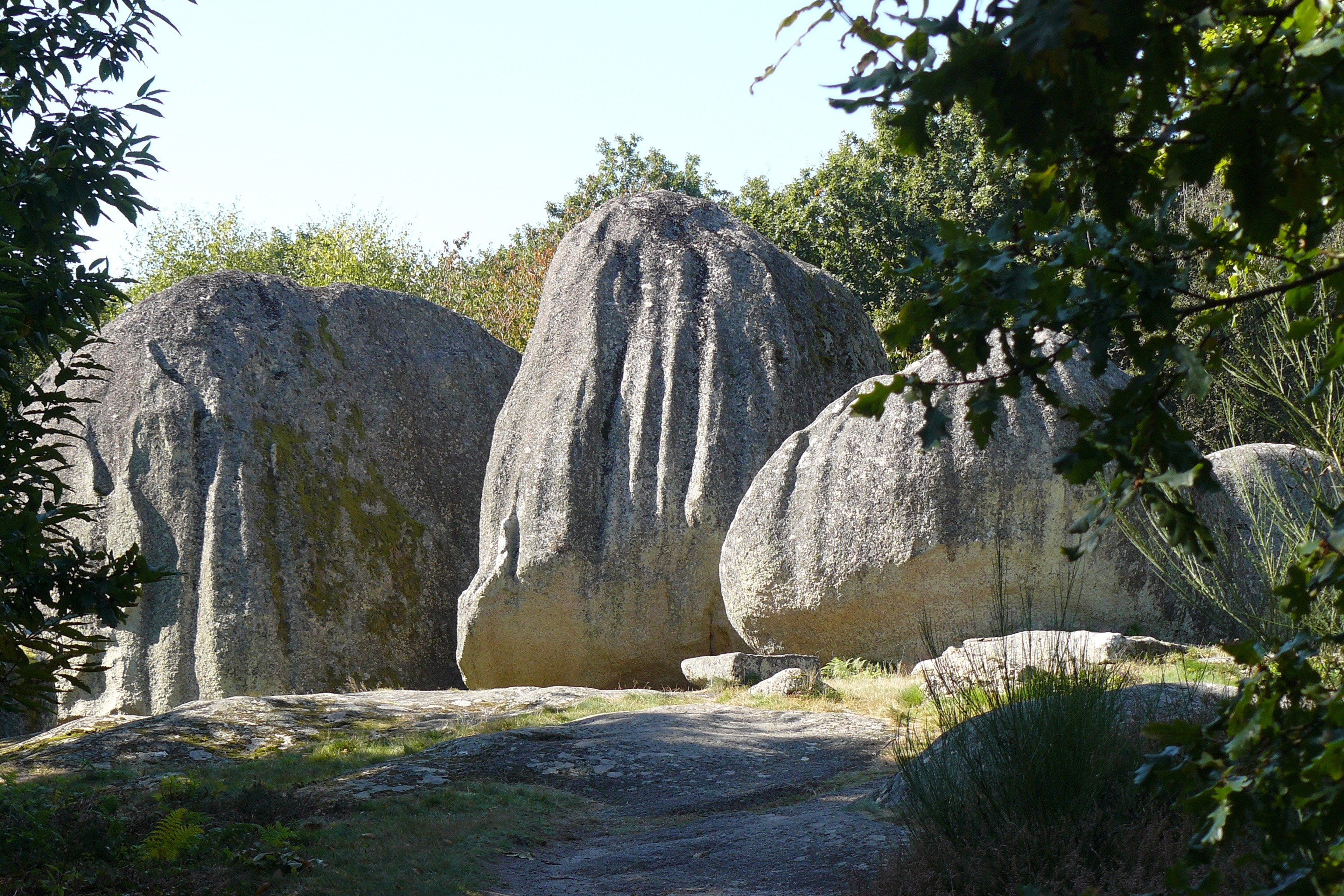
Pierres jaumâtres, mont Barlot, Creuse
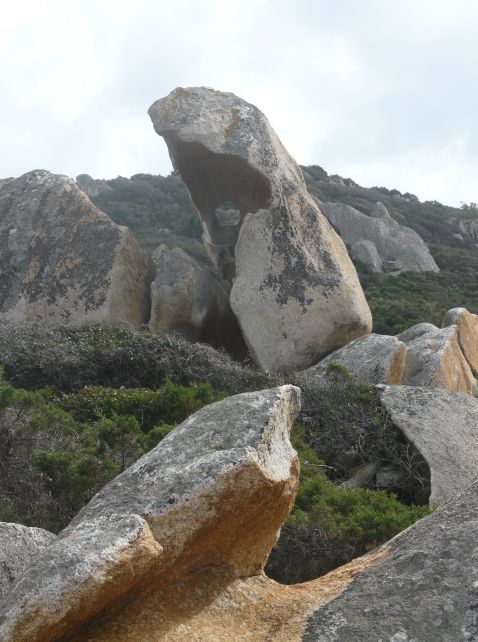
Taffoni, sentier littoral de Campomoro-Senetosa, Corse-du-Sud
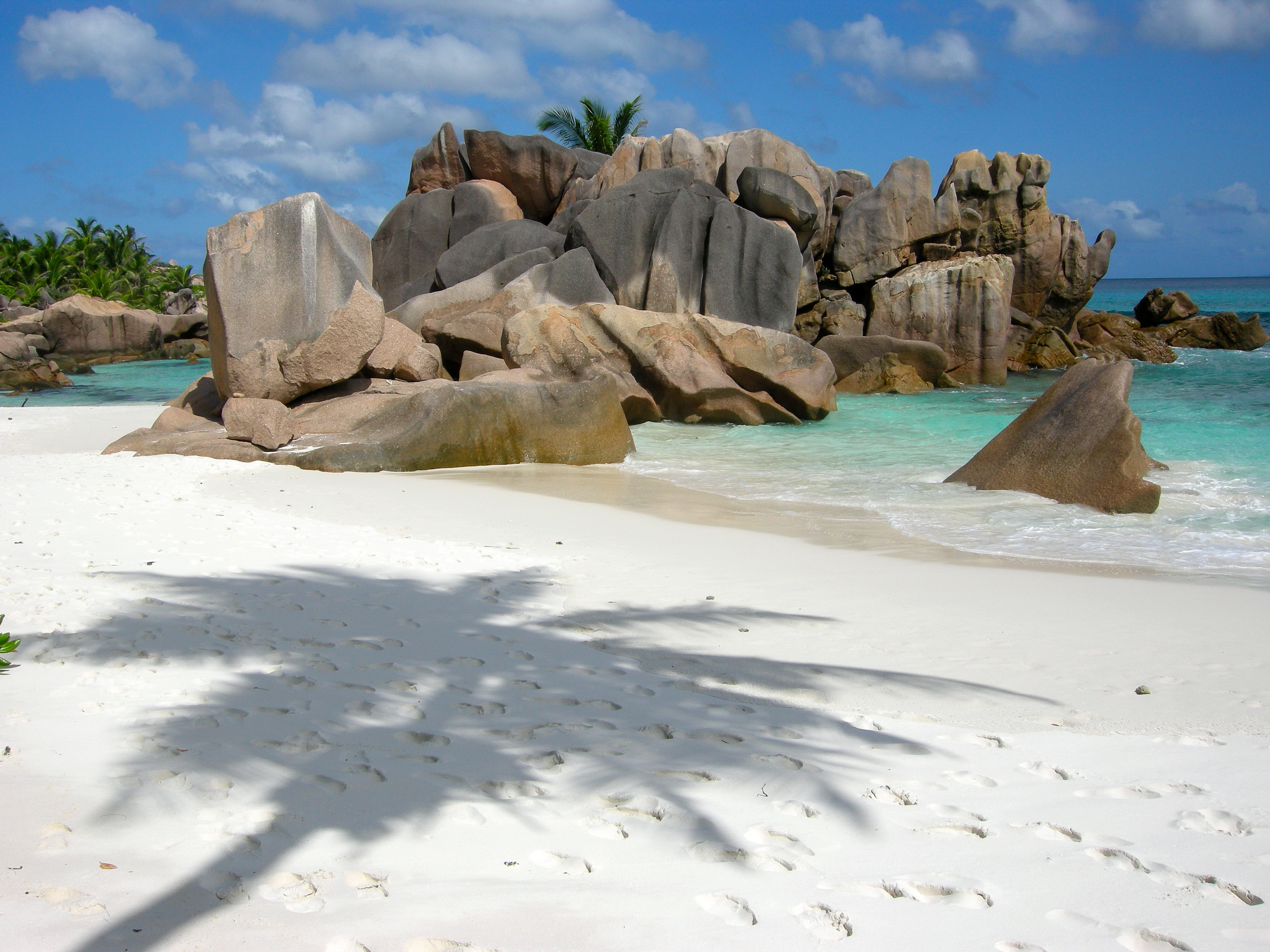
Anse Cocos, La Digue, Seychelles
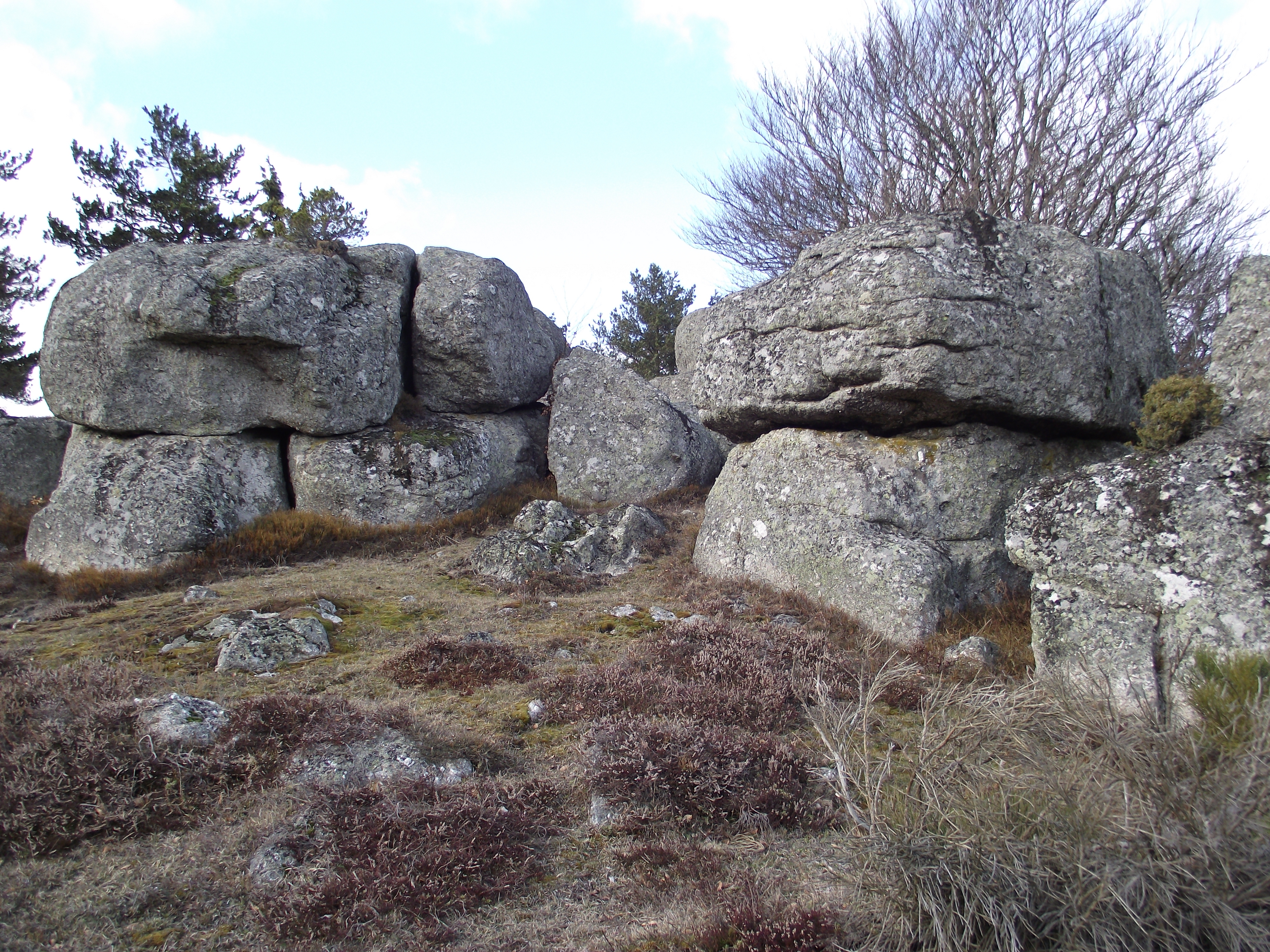
Chaos dans l'Est des monts d'Aubrac (Massif central), région riche en formations de ce type. De larges diaclases morcellent la roche en blocs

### Chaos basaltiques
Lors de l'action des processus érosifs associés aux necks, dykes et éboulisations, les roches basaltiques se présentent sous la forme de chaos. Ils apparaissent plus remarquables lors de coulées de lave rugueuses et craquelées, a'a des Hawaïens ou cheires des Auvergnats, qui ont l'aspect "d'un champ de mâchefer", où des blocs de lave de tailles diverses sont remaniés par érosion et deuxièmement, en contrebas d'orgues basaltiques, issus du refroidissement brutal d'une coulée de lave puis soumise aux processus de météorisation qui produit des chaos de blocs dont la taille dépend de la prismation initiale (au même titre que les diaclases d'un granite ou d'une roche carbonatée).

### Chaos de grès
Les grès sont des roches détritiques consolidées, constituées par des sables cimentés. Le ciment, siliceux ou calcaire et, les sables d’âges et d’origines variés, différencient divers types de grès : quartzeux, ferrugineux, etc. La grésification, souvent par variation de niveau de la nappe phréatique, donne des roches plus ou moins résistantes. L’érosion exploite les discontinuités de ces roches poreuses et souvent litées, débitant des bancs, des blocs, du sable.
Exemples :
- les chaos de grès des platières de la forêt de Fontainebleau : les bords des dalles de grès stampien (34-28 millions d’années) se morcèlent en chaos de blocs sur les versants à la faveur également de la dissolution du ciment calcaire et de la présence des mares. Emmanuel de Martonne écrivait que « leurs chaos de blocs forment des cuirasses sur les versants raidis »[22] ;
- les chaos de boules et des tors des buttes sommitales des monts de la Marche présentant une fracturation et une arènisation variables (1  à   1,50 m d’arènes et sur les voire 8 m à Chamsanglard, Ladapeyre)[23] ;
- le chaos de boules des falaises argilo-gréseuses du cap Gris-Nez, Boulonnais[24].

### Chaos karstiques

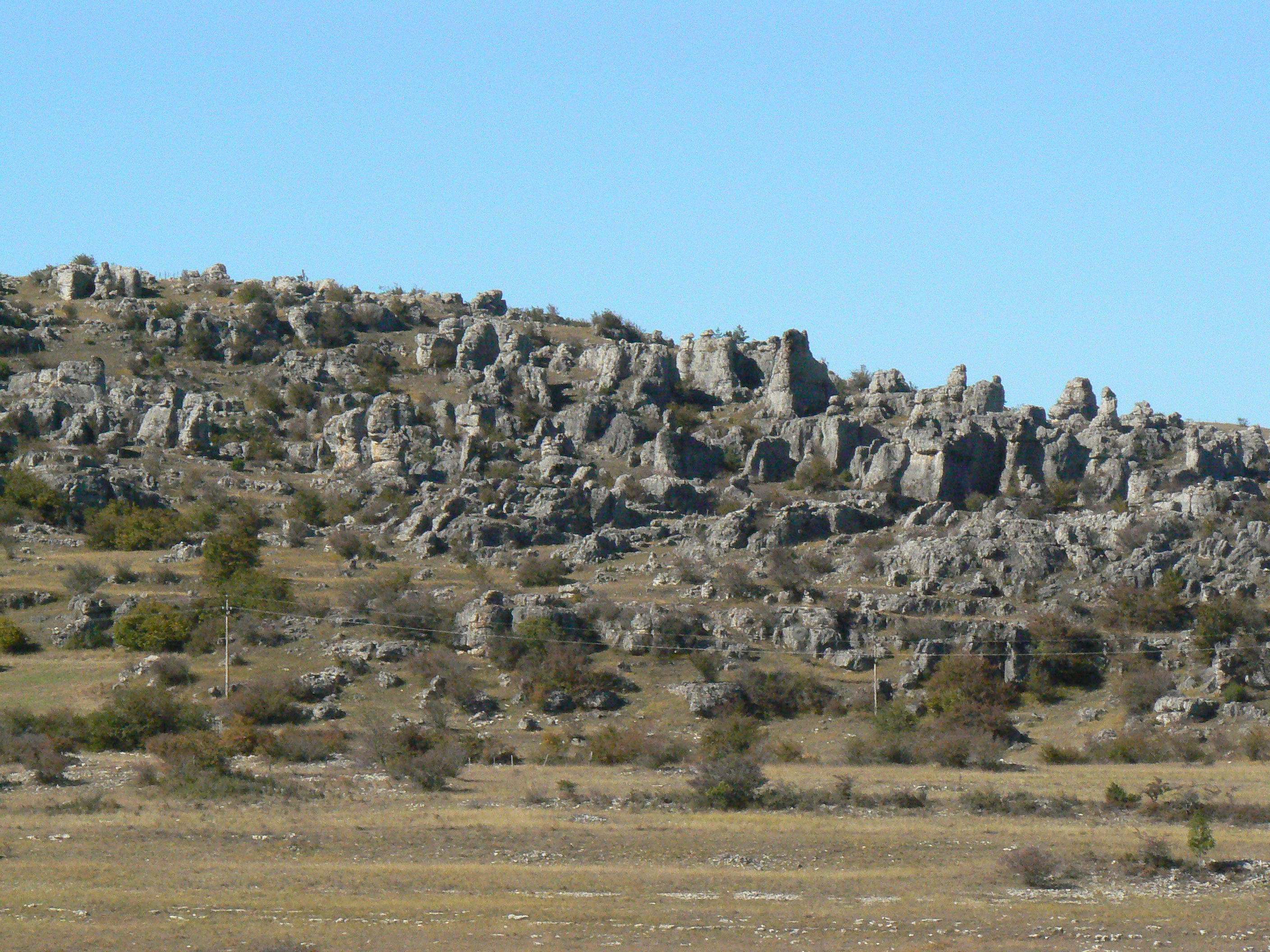
Chaos de Nîmes-le-vieux, Causse Méjean, PNR Cévennes : paysage karstique (calcaire dolomitique)

En contexte karstique, les chaos de blocs peuvent également se trouver à l'intérieur même du karst (endokarst), dans les grottes ou les carrières souterraines par effondrement du toit de la cavité.
Exemples :
- le chaos de Nîmes-le-Vieux, Causse Méjean (Lozère) : un paysage karstique avec lapiaz et diverses formes de dissolution dans un calcaire dolomitique ;
- le chaos de Montpellier-le-Vieux, Causse Noir ;
- le chaos de Mourèze (dolomie), Hérault.

## Les risques

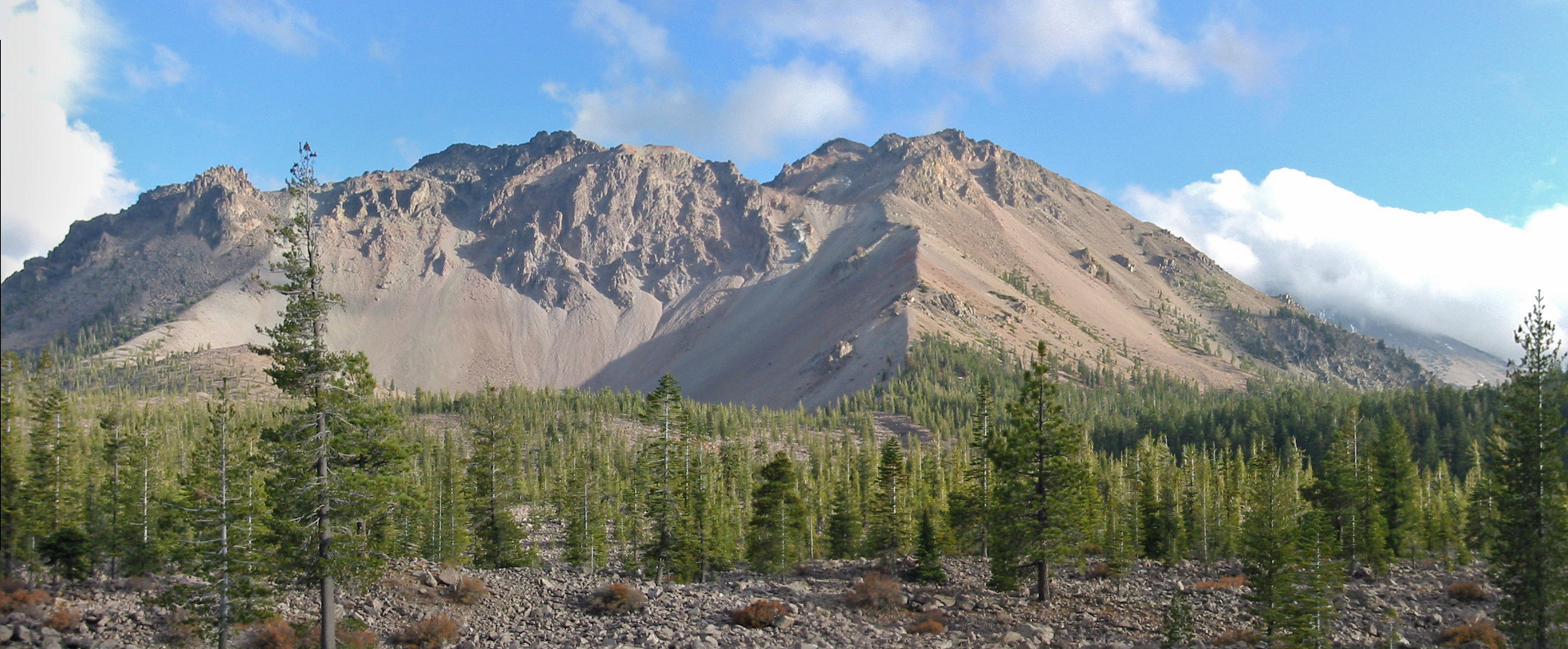
Chaos Crags (Parc national volcanique de Lassen, Cascade Range, Californie)

Dans des matériaux volcaniques, le modelé peut être retouché après les éruptions lors d'épisodes de précipitations intenses, de décompression, etc. (coulées de boue, glissements de terrain, éboulements rocheux). Ainsi formés, des chaos de blocs instables d'âge récent font parfois l'objet d'une surveillance afin de suivre leur évolution et de prévenir les risques liés à leurs mouvements. Dans le Parc national volcanique de Lassen en Californie (Cascade Range), les petits dômes de Chaos Crags se sont mis en place il y a 1 100 ans avec leur cortège de chaos et d'éboulis. Un chaos de blocs, Chaos Jumbles, s'est formé par glissement de terrain, il y a 350 ans.

## La patrimonialisation

### Les mesures de protection
Un nombre croissant de ces formations, traditionnellement bien connues soit à l'échelon régional, soit à une échelle plus vaste pour leur caractère spectaculaire ou pittoresque est enregistré au titre de l'inventaire en cours et de la préservation du patrimoine géomorphologique et géologique (cf. muséum national d'histoire naturelle, parcs naturels régionaux ou nationaux, réserves naturelles, UNESCO). Les chaos et leurs formes associées sont inventoriés comme géosites ou géofaciès.
Exemples montrant l'évolution et les appellations du classement patrimonial en France :

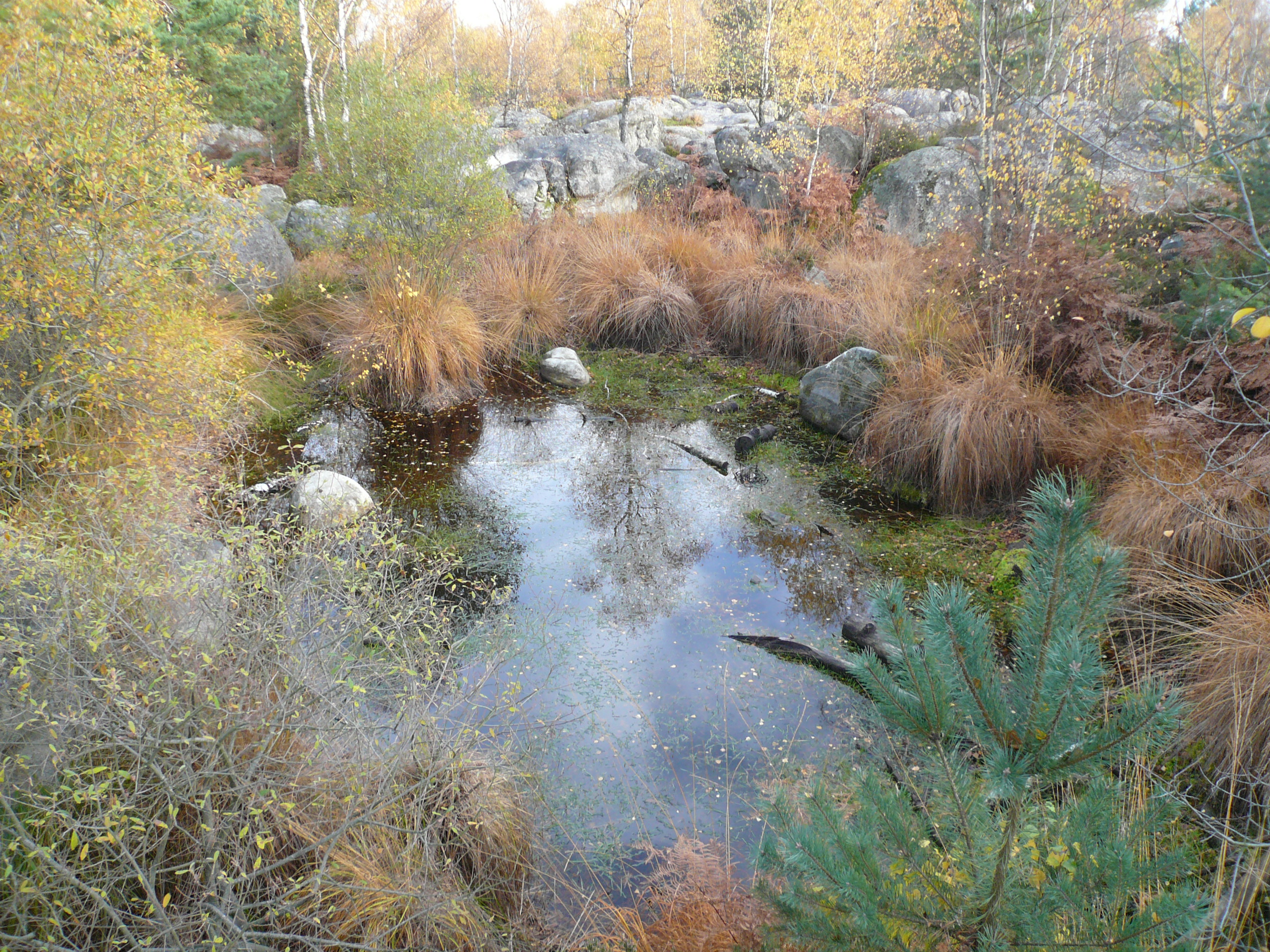
La mare aux biches et les chaos de grès dans la forêt de Fontainebleau : une platière démantelée par l’érosion et une succession de biotopes intéressants du point de vue écologique et paysager

- les chaos de grès des platières de la forêt de Fontainebleau : les artistes de l’École de Barbizon étaient particulièrement inspirés par ces paysages proches de la capitale, ils sont à l’origine, en 1853, de la première réserve créée, par Napoléon III, la réserve artistique de Fontainebleau où un chaos de blocs s’y trouva protégé[27]. Il faut également souligner que c’est la première mesure de protection mondiale d’un paysage mais il ne s’agit pas initialement d’un classement pour des raisons scientifiques (stratotype du Stampien ou processus géomorphologique remarquable). À l’heure actuelle, plusieurs statuts de protection coexistent et permettent la sauvegarde de ces formations : Forêt de protection, Natura 2000 (zone de protection spéciale et zone spéciale de conservation), protection des habitats, mise en réseau européen, réserve de biosphère, zone naturelle d'intérêt écologique, faunistique et floristique (ZNIEFF), site classé, Réserve naturelle volontaire, espace naturel sensible ou arrêté préfectoral de protection de biotope auquel s’ajoute un projet de parc national mais c’est au titre de l’une des plus belles « forêts de plaine » de France et pas en premier lieu pour les parcelles géologiquement intéressantes. Ainsi, pour la Zone de Protection Spéciale (ZPS)[28], il est fait mention dans la fiche de « l'intérêt paysager, géomorphologique et écologique » du site qui « repose essentiellement sur les platières et les chaos gréseux » et la « diversité des substrats géologiques (plateaux calcaires, colluvions sablo-calcaires, sables, grès...)» ;
- les Pierres Jaûmatres (Creuse), site classé de chaos granitique ;
- les Étangs de Fromental et chaos rocheux de la Roche aux fées, classé en ZNIEFF, Limousin[29], (l'intitulé de la ZNIEFF fait clairement mention de la formation) ;
- les chaos de blocs du plateau de Montselgues (Serre de la Dame) en granite porphyroïde (à grains grossier) de grande taille (massif de la Borne) sont répertoriés comme site géologique d'intérêt majeur dans la région Rhône-Alpes :
- le chaos de Casteltinet (Thiézac) est classé à l'inventaire des sites géologiques remarquables du parc naturel régional des Volcans d'Auvergne, la rubrique « intérêt géologique principal » est notée « géomorphologie » et justifiée en un chaos de blocs gigantesques postglaciaire, le site est noté niveau 2 pour l'intérêt patrimonial et national pour la rareté.

La valorisation paysagère, touristique et patrimoniale est donc une expression contemporaine qui s'affirme. Mégalithes ou « pierres à légendes » participent de cette mise en valeur. De faux menhirs ornent les ronds points, des circuits de randonnées s'organisent autour les rochers, naturels ou archéologiques. Par exemple, en pays Bigouden, un circuit de randonnée baptisé « sentier de saint Kodelig », en raison d’un ensemble de pierres merveilleuses : le ménage de saint Kodelig comportant notamment une stèle gauloise. Ainsi, une convention pour la sauvegarde du Patrimoine Culturel Immatériel a été adoptée en 2003 par l'Unesco et ratifiée en 2006 par la France.

### Les toponymes
Dans les traditions locales, de nombreux toponymes évocateurs de leur forme mais également de légendes caractérisent ces lieux-dits : « pierres branlantes », « roches tremblantes », « pierres folles », « pierres à sacrifices», etc.
Exemples :
- les granites de Ploumanac'h, Trégor (granites rouges du Carbonifère, tardi-hercyniens, environ 300 millions d’années, présents du Finistère au Cotentin) : l'Île Renote, les rochers du Dé et de Coz Pors, la Vallée des Traouiéro, les Rochers de Ploumanac'h dénommés « le lapin », « la tête de dauphin », « la tête de mort », etc. Des formes mineures y sont associées : rigoles, cannelures, vasques et cuvettes due de la stagnation de l'eau de pluie enrichie du sel des embruns (météorisation), qualifiées localement de « bidets de la Vierge » ou d'« empreintes du Diable »[31];
- les « merveilles » ou les « chirons » de Gâtine poitevine : chaos de Boussignoux (Largeasse) avec de petites vasques appelées : « pas de bœuf », « nez de bœuf », « queue de bœuf », au Bois de l'Ermite, la « pierre à sacrifice » ou au Moulin neuf (Ménigoute, Deux-Sèvres)[32], etc.;
- les Pierres jaumâtres ont un lieu-dit Rigole du diable (Creuse) et George Sand les évoquait comme " menhirs des anciens Gaulois".

### Les légendes associées aux chaos
| |  |  |
| La pierre aux neuf gradins et sa rigole dont la légende veut qu'elle ait été creusée pour faire couler le sang. |  |  |

Dans les chaos, on côtoie des géants, des druides, des fées, le diable et la Vierge. Et les explications naturelles proposées relèvent parfois également de la légende…

#### La légende druidique
D'après les écrits des auteurs antiques romains et de ceux de l'Église sur lesquels se sont bâties de nombreuses légendes diffusées par les auteurs romantiques du XIXe siècle comme Chateaubriand et Jean Reynaud, certains chaos étaient des monuments druidiques. Selon cette théorie druidique, les vasques étaient interprétées comme des chaires des druides (vasques « en fauteuil »), des chaudrons, des bassins de lustration ou des pierres de purification et de sacrifice. Ils imaginaient que les surfaces planes aient pu servir d'autels d'immolation sur lesquels les druides y reposaient le corps des animaux ou des suppliciés, les rigoles d'écoulement servant à évacuer le sang sacrificiel et les empreintes des corps restant parfois gravées dans la pierre,.

#### Légendes bretonnes
- La forêt d’Huelgoat (Parc naturel régional d'Armorique) abrite un chaos dont les rochers ont suscité de nombreuses légendes relatives à leur origine : action du Créateur, rôle du Déluge biblique, vengeance de Gargantua[36], querelles entre habitants[37]. Elle abrite également le Champignon (à l'origine de l’ambiguïté entre une explication géologique et la possibilité d’un façonnement par l’homme), le Ménage de la Vierge (avec lit, chaudron, armoire, parapluie, louche, baratte à beurre… mais aussi une fontaine miraculeuse, la Vierge chrétienne étant souvent associée aux cultes païens de l'eau[38]). Enfin, dans la Grotte du Diable, sous le chaos, l'eau souterraine jaillit d'une bouche béante ; de là un paysan pourchassé par les Chouans s'y serait réfugié et les aurait effrayés, persuadés d'avoir vu l'ombre du diable cornu[39].
- Le chaos du Boussignoux (près de Largeasse) présente un amoncellement spectaculaire de blocs granitiques ovoïdes qui a donné naissance à de nombreuses légendes populaires et fait l'objet de pèlerinages chrétiens et de cultes païens[réf. souhaitée].

#### Autres légendes
Les pierres branlantes, que le promeneur peut faire vaciller d’une légère poussée, ont donné lieu à divers récits légendaires. Leur disposition défiant les lois de l'équilibre serait l'œuvre d'une créature surnaturelle (fées, diable, Gargantua qui aurait laissé ses marques au niveau des vasques, des taffoni).

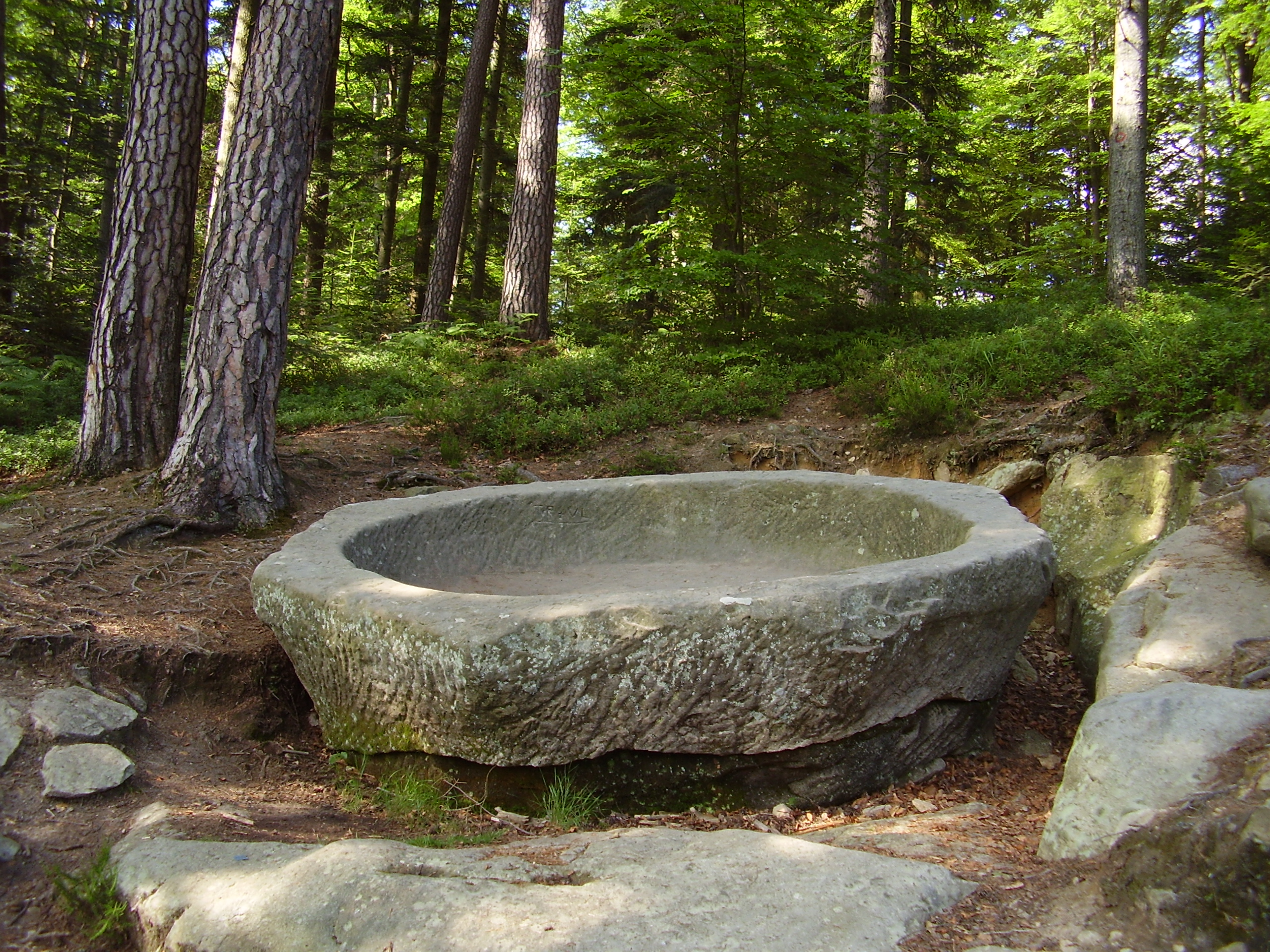
Le cuveau des Fées dans le vallon de Saint-Martin
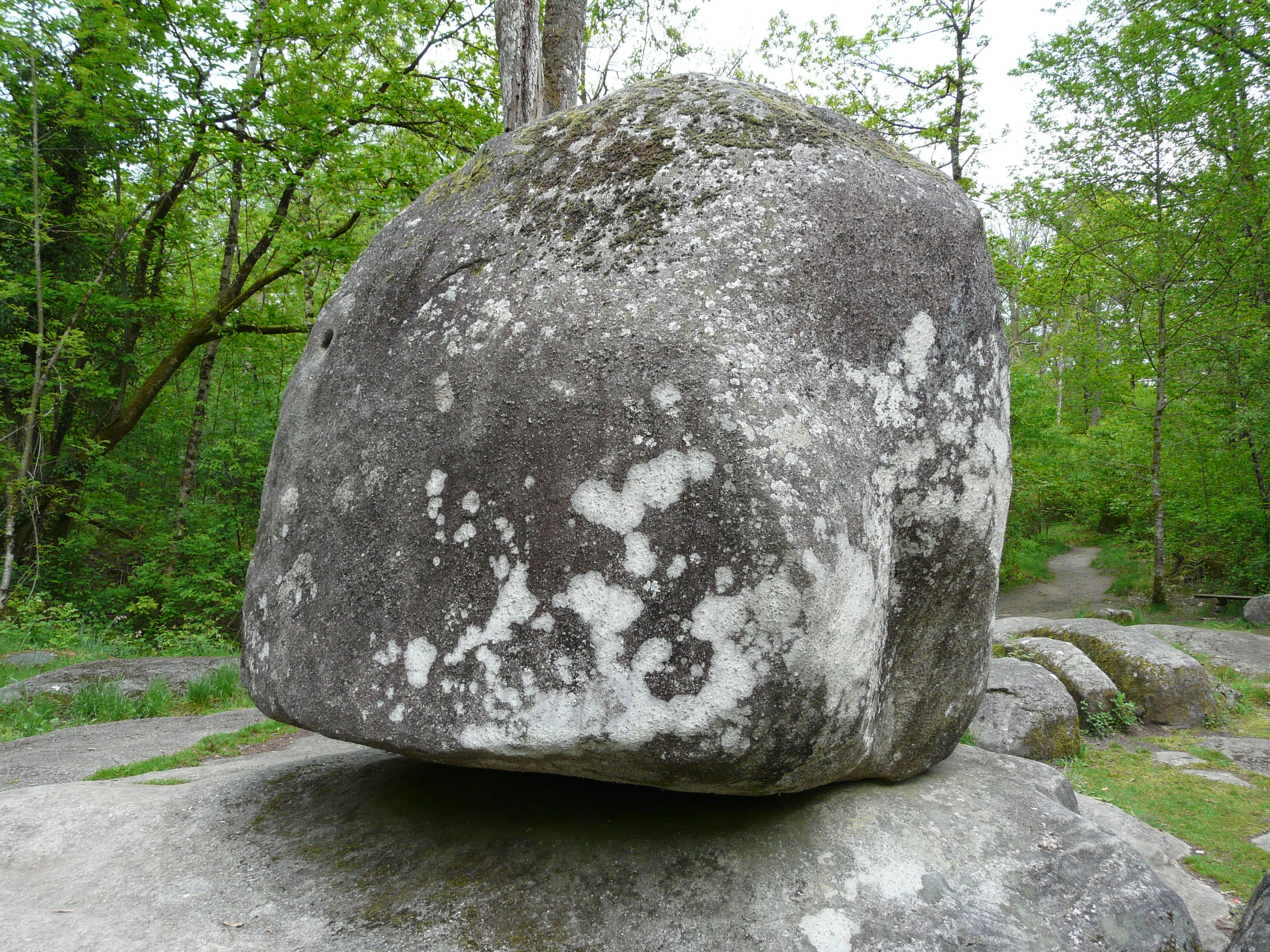
Le Roc branlant de Saint-Estèphe

### Land Art

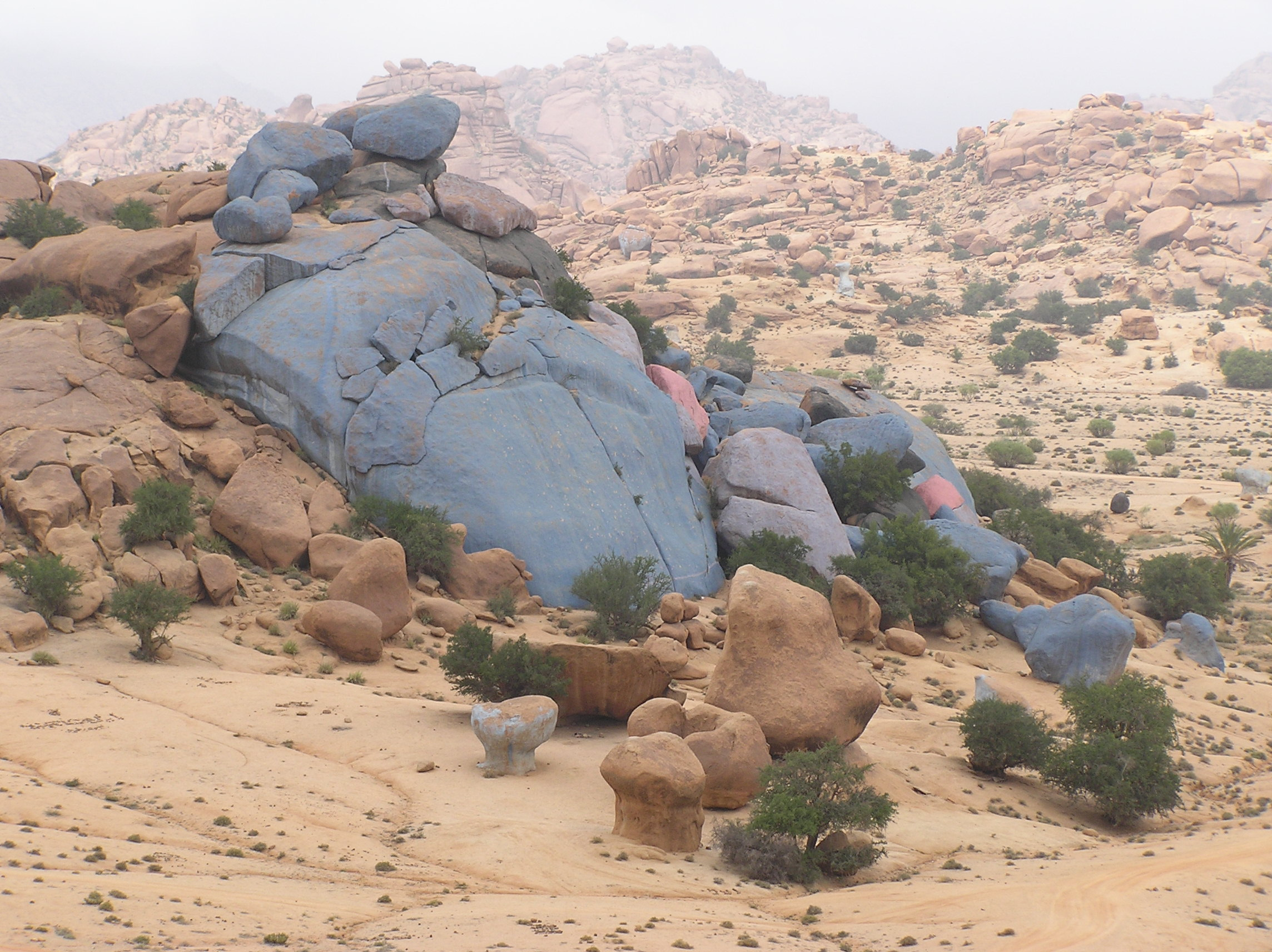
Rochers bleus, près de Tafraout, peints par Jean Vérame (Land art)